# Chromozom
Chromozom (z řec. χρῶμα chroma – barva a σῶμα soma – tělo) je specifická barvitelná buněčná struktura eukaryot přítomná v jádře. Skládá se z DNA a histonů. Účelem jeho existence je usnadnit rovnoměrné rozdělení genetické informace do dceřiných buněk. Soubor všech chromozomů v jádře se nazývá karyotyp. Chromozomy jsou pozorovatelné světelným mikroskopem především při buněčném dělení.
Podle některých výzkumů sestávají chromozomy v buňkách plazů, ptáků a savců z tzv. mikrochromozomů.

## Historie výzkumu
Chromozomy poprvé pozoroval a popsal v roce 1842 švýcarský biolog Karl Wilhelm von Nägeli. První detailní popis chování chromozomů při jaderném a buněčném dělení pochází od německého lékaře Walthera Flemminga (1882). Že chromozomy nesou genetickou informaci, dokázal svými pokusy souvisejícími s vazbou genů u octomilky americký genetik Thomas Morgan (1910).

## Chemické složení

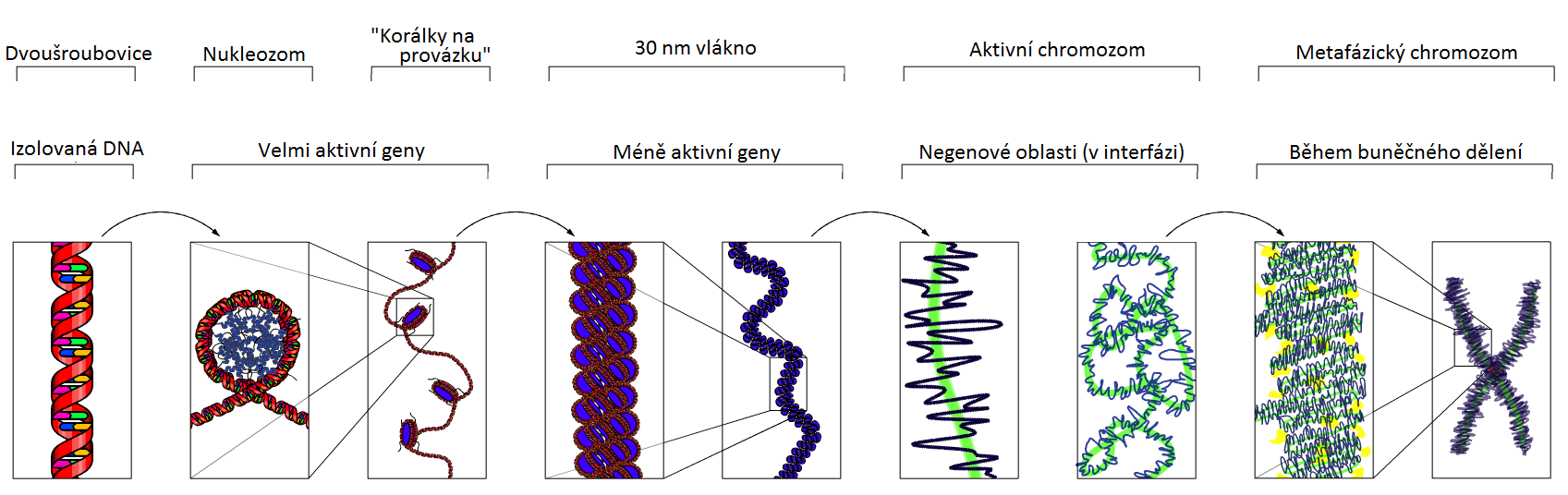
Stavba chromozomu na několika úrovních

Chromozom sestává z histonových bílkovin, které tvoří jakousi kostru, na niž se namotává molekula DNA (1,6–8,2 cm), a zároveň se podílí na různých dalších úkolech (replikace DNA, ochrana DNA, regulace replikace atd.). Tento komplex DNA a bílkovin se nazývá chromatin. V oblastech chromozomu se strukturní funkcí se ještě může vyskytovat RNA.
Struktura chromatinu má několik úrovní. Základní jednotkou je nukleozom, struktura tvořená histonovými molekulami omotanými vláknem DNA (asi 80 párů bází). Vyšší strukturou je solenoid, spiralizované uspořádání nukleozomů (1 závit tvoří asi 6 nukleozomů a nese 1 200 párů bází). Solenoidy se uspořádávají do smyček, z nichž každá obsahuje okolo 50 otoček solenoidu a nese stovky tisíc párů bází. 18 smyček pravidelně uspořádaných okolo základní proteinové matrice vytváří základní segment chromozomu.
Celkový tvar chromozomu v buňkách je ale složitější a liší se i pro stejné buňky.

## Stavba chromozomu

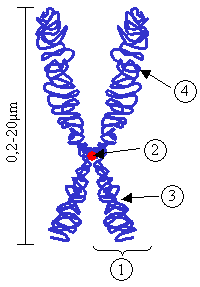
Submetacentrický chromozom: 1. chromatida, 2. centromera,
3. krátké rameno chromatidy,
4. dlouhé rameno chromatidy

Morfologie (tvarové uspořádání) těla řádně spiralizovaného chromozomu je nejlépe pozorovatelná ve stadiu metafáze nebo rané anafáze, v jiných fázích jaderného dělení je již zkreslován despiralizací (jinak též dekondezací) chromozomu.
Chromozom je tedy pentlicovitý útvar tvořený zpravidla dvěma podélně orientovanými chromatidami (výjimkou jsou tzv. polyténní chromozomy), které jsou propojeny centromerou v oblasti tzv. primární konstrikce. Primární konstrikce rozděluje chromatidy na dvě ramena. U některých druhů chromozomů se vyskytuje ještě tzv. sekundární konstrikce, která odděluje z jedněch ramen tzv. satelit. Vnější koncové oblasti ramen chromatid (ty odvrácené od centromery) se nazývají telomery a u živočichů hrají důležitou úlohu v procesu stárnutí. Telomery, centromera a oblasti konstrikce mají strukturní funkci a neobsahují genetickou informaci.

### Poloha centromery
Na základě umístění centromery rozlišujeme základní morfologické typy chromozomů:
- Metacentrický chromozom – centromera je umístěna zhruba uprostřed chromozomu a dělí chromatidy na dvě zhruba stejně dlouhá ramena. Chromozom má po replikaci DNA tvar blížící se písmenu X.
- Submetacentrický chromozom – centromera je výrazněji posunuta směrem ke konci jednoho z ramen.
- Akrocentrický chromozom – centromera dělí chromatidy na jedno rameno velké a jedno malé uzlovité.
- Telocentrický chromozom – centromera je umístěna u oblasti telomer a chromozom se tak i v G2 fázi opticky jeví jako jednoramenný a připomíná písmeno V. Tento typ chromozomu se v karyotypu člověka na rozdíl od ostatních nevyskytuje.

U chromozomů s různě dlouhými rameny se kratší rameno označuje p (původně z francouzského petit) a delší q (písmeno následující v abecedě po p). Ramena se dělí na oblasti a pruhy. Pro určení konkrétního místa v karyotypu se používá čtyřmístný kód, v němž první znak určuje chromozom, druhý rameno, třetí oblast (číslují se vzestupně směrem od centromery k telomerám) a čtvrtý pruh (čísluje se stejně jako oblast). Příklad: kód 4q12 – označuje místo na dlouhém rameni čtvrtého chromozomu, oblast 1, pruh 2.

## Počet chromozomů

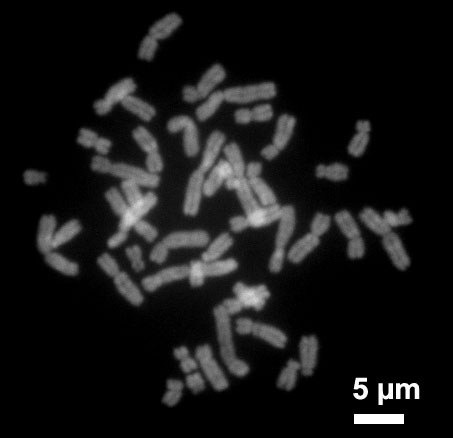
Lidský karyotyp, metafáze buněčného dělení

Počet chromozomů v jedné buňce se označuje jako karyotyp. U konkrétního druhu je počet, ale i velikosti i tvaru chromozomů v buněčných jádrech konstantní a proto se karyotyp používá jako jeden z druhových znaků. Odchylky se označují jako aneuploidie a zpravidla jsou patologické. Účelné využití aneuploidie bylo popsáno pouze u kvasinek Saccharomyces cerevisiae, které dokážou šest ze svých 16 chromozomů jednotlivě nezávisle a vratně zmnožit a využít toho ke změně podoby a flexibilnější adaptaci na okolní podmínky.

### Chromozomové páry
Všechny běžné buňky v běžném organismu jsou diploidní (tzv. 2n). To znamená, že všechny chromozomy jsou v párech, každý chromozom se v buňce vyskytuje dvakrát. Jedná-li se o autozómy, mají oba chromozómy v páru alely stejných genů ve stejných lokusech, tyto alely ovšem mohou být různé (každá alela může být dominantní nebo recesivní). Jedná-li se o heterozomy (pohlavní chromozomy, u organismů typu Drosophila X a Y), platí totéž pouze pro jejich homonymní část, zatímco heteronymní části heterozomů jsou zcela různé (jak morfologií, tak geny, jejichž alely obsahují) – v této části jsou zakódovány znaky vázané na pohlaví.
Kromě diploidních buněk existují běžně i buňky haploidní (n, každý chromozom jen jednou), zejména během dělení buněk nebo jako výsledek redukčního dělení.
Umělou manipulací s genetickou informací mohou vznikat i buňky či celé organismy, které jsou polyploidní (tedy více než diploidní). Běžně se vysazuje například tetraploidní (4x) kukuřice.
Z hlediska genů chromozomy studuje genetika, manipulací s nimi se zabývá genetické inženýrství.